# Quintet de corda núm. 1 (Mozart)
El Quintet de corda núm. 1 en si bemoll major, K. 174, és una composició de Wolfgang Amadeus Mozart acabada el mes de desembre de 1773. Com tots els quintets de corda de Mozart, es tracta d'una obra composta per al que es coneix com a "quintet amb viola", ja que la instrumentació consisteix en un quartet de corda més una viola addicional (és a dir, dos violins, dues violes i un violoncel). Mozart va compondre aquest quintet pocs mesos després d'escriure els Quartets vienesos.
L'obra consta de quatre moviments:
1. Allegro moderato
2. Adagio
3. Menuetto ma Allegretto
4. Allegro